# Martinez de Pasqually
Jacques de Livron Joachim de la Tour de la Casa Martinez de Pasqually (1727?–1774) származása bizonytalan, teurgikus mágiával és böhmei értelemben vett teozófiával foglalkozott. Ő alapította a l'Ordre de Chevaliers Maçons Élus Coëns de l'Univers (röviden csak Elus Cohenként hivatkoznak rá általában) 1761-ben. Tanítója, beavatója és barátja volt Louis-Claude de Saint-Martinnak és Jean-Baptiste Willermoznak, ezért a Martinizmus értelmi szerzőjének tekintik.

## Élete
Martinez de Pasqually életrajzát jelenleg is kutatják a dokumentáltság hiánya miatt. Élete során számos nevet és aláírást használt az általa szignált dokumentumokon. 1754-ben tűnik fel először a francia szabadkőművesség történetében. Születésének pontos helye, ideje, de még a valódi nemzetisége is ismeretlen. Számos találgatás létezik portugál, spanyol zsidó származásáról, de még senki nem állt elő perdöntő bizonyítékkal. Pasqually 1772-ben Hispaniola szigetére hajózott egy örökösödési ügyben, ahol spanyol és francia gyarmati kolónia létezett. Főként a franciák uralta, ma Haitihoz tartozó Léogâne és Port-au-Prince települések területén tartózkodott. Két éven belül elhunyt és úgy tűnik hatással volt az első karib-tengeri misztikus csoportokra.

## Tantételei
Martinez tantételei úgy írhatók le, mint kulcsok bármely eszkatologikus kozmológiához. Isten az ősi Egység vágyat érzett arra, hogy lényeket árasszon ki saját természetéből, de Lucifer, aki saját teremtő erejét kívánta gyakorolni, vétsége áldozatává vált. Bukásával ő és követői csapdába estek egy olyan régióban, melyet Isten jelölt ki számukra börtönül. Isten elküldte az embert, androgün testben, azzal a dicsőséges megbízatással, hogy tartsa kordában a luciferi lázadókat és békítse meg őket. Ádám eltaktikázta magát és elbukott, belehullva abba a börtönbe, amely felett neki kellett volna uralkodnia. Fizikai és halandó lénnyé vált, így arra kényszerült, hogy az eredeti teremtésen túl most már önmagát is megmentse. Ezt belső tökéletesedés révén érheti el, Krisztus segítségével, ugyanakkor – Martinez tanításai szerint – teurgikus operációk révén is, melyeket érdemesnek talált a "vágy embere" számára a beavatás elnyerésére. E teurgikus rítusok által a tanítvány kapcsolatba léphet angyali lényekkel, aki "keresztülhalad" az operációkon.  Ezek legtöbbször az "operátor" által megidézett szellemi lények vagy hieroglifikus képek formájában jelennek meg, annak bizonyítékaként, hogy a tanítvány jó úton halad az újraegyesülés felé.

## Az Élus Coën Rend
Martinez 1754-től haláláig szüntelenül azon dolgozott, hogy létrehozza, majd népszerűsítse az Ordre des Chevaliers Maçons Élus Coëns de l'Univers (Az Univerzum Kiválasztott Papjainak Szabadkőműves Lovagrendje) szervezetet.
Először a szabadkőművességen belül próbálkozott. Egy "skót rítusú" káptalant alapított Montpellierben 1754-ben, majd 1761-ben kapcsolatba került a bordeaux-i La Française Páhollyal és egy "Cohen tempel"-t alapított. Ezt 1764-ben átszervezte és új nevével (Française Élue Écossaise) jelezte, hogy itt már egy magasabb fokozatokat magában foglaló káptalanról van szó. 1766-ban a területi szabadkőműves rendtartomány vezetői úgy döntöttek, hogy eltörölnek minden – a reguláris („kék páholy” vagy „jános-rendi”) három fokozaton túli – magasabb fokozatot, melynek nyomán a káptalan működését felfüggesztették.
Még ugyanebben az évben, Párizsban Jean-Baptiste Willermozzal, Pierre Fournié abbéval és másokkal megalapított egy új és kifejezetten „Cohen tempelt”. Martinez nem akarta rendszerét teljesen és kizárólagosan csak a szabadkőművességbe beoltani. 1768-ban találkozott Louis-Claude de Saint-Martinnal, akivel kölcsönösen nagy hatást gyakoroltak egymásra és aki 1771-től a titkára lett. Ekkortól indult jelentős fejlődésnek a Rend rituáléinak a rendszere és Martinez vázlatokat kezd készíteni fő műve és a tantételei alapkövét jelentő Traité de la Réintégration des êtres dans leurs premières propriétés, vertus et puissance spirituelles et divines (Értekezés a lelkek eredeti állapotának, erényeinek és szellemi és isteni hatalmának helyreállításáról(en)) számára.
Martinez 1774-es halála után a Rend hamarosan széthullott, egyes Elus-Cohen tempelek már 1776-ban szabadkőműves páholyok felügyelete alá kerültek, míg végül 1781-ben Sebastien Las Casas elrendelte a maradék Cohen-tempelek feloszlását.

## Fordítás
- Ez a szócikk részben vagy egészben  a   Martinez de Pasqually című angol Wikipédia-szócikk fordításán alapul.  Az eredeti cikk szerkesztőit annak laptörténete sorolja fel. Ez a jelzés csupán a megfogalmazás eredetét és a szerzői jogokat jelzi, nem szolgál a cikkben szereplő információk forrásmegjelöléseként.